# Zurich Open

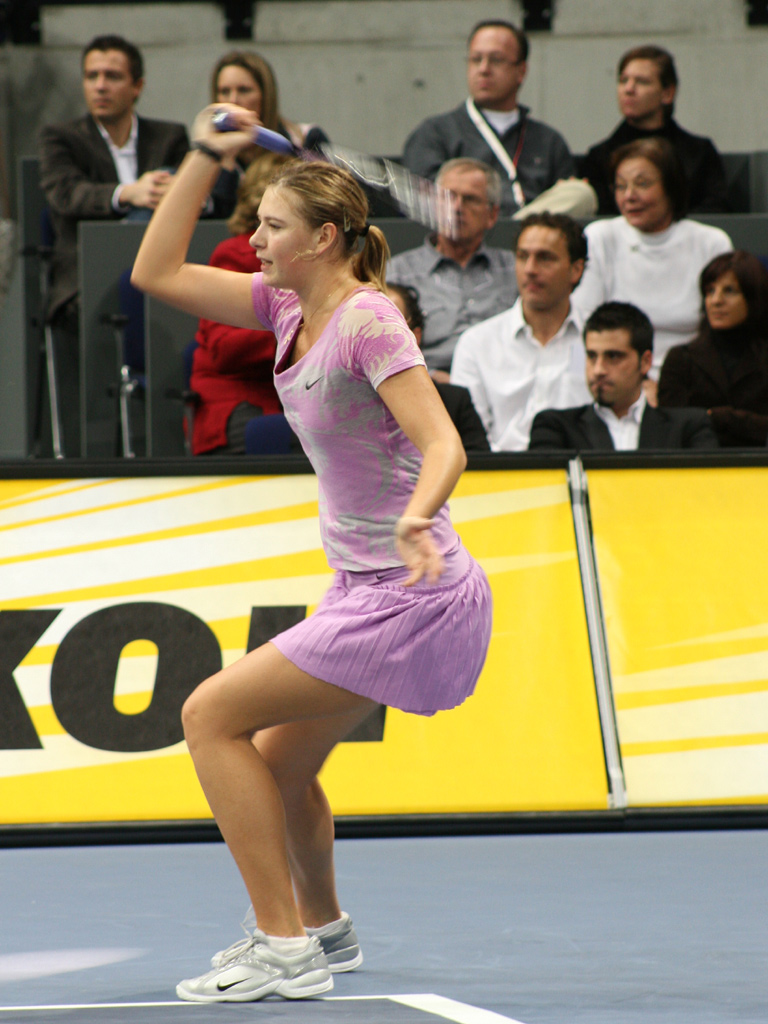
Mistrzyni edycji 2006, Marija Szarapowa

Zurich Open – profesjonalny turniej tenisowy dla kobiet, rozgrywany w szwajcarskim Zurychu na nawierzchni twardej w hali. Jest to jeden z ostatnich turniejów w kalendarzu kobiecych rozgrywek WTA.
W roku 2008, ostatniej edycji, zdegradowany do drugiej kategorii turniejów WTA.

## Mecze finałowe

### gra pojedyncza
| Rok  | Mistrzyni              | Finalistka           | Wynik               |
| 2008 | Venus Williams         | Flavia Pennetta      | 7:6, 6:2            |
| 2007 | Justine Henin          | Tatiana Golovin      | 6:4, 6:4            |
| 2006 | Marija Szarapowa       | Daniela Hantuchová   | 6:1, 4:6, 6:3       |
| 2005 | Lindsay Davenport      | Patty Schnyder       | 7:6(5), 6:3         |
| 2004 | Alicia Molik           | Marija Szarapowa     | 4:6, 6:2, 6:3       |
| 2003 | Justine Henin-Hardenne | Jelena Dokić         | 6:0, 6:4            |
| 2002 | Patty Schnyder         | Lindsay Davenport    | 6:7(5), 7:6(8), 6:3 |
| 2001 | Lindsay Davenport      | Jelena Dokić         | 6:3, 6:1            |
| 2000 | Martina Hingis         | Lindsay Davenport    | 6:4, 4:6, 7:5       |
| 1999 | Venus Williams         | Martina Hingis       | 6:3, 6:4            |
| 1998 | Lindsay Davenport      | Venus Williams       | 7:5, 6:3            |
| 1997 | Lindsay Davenport      | Nathalie Tauziat     | 7:6(3), 7:5         |
| 1996 | Jana Novotná           | Martina Hingis       | 6:2, 6:2            |
| 1995 | Iva Majoli             | Mary Pierce          | 6:4, 6:4            |
| 1994 | Magdalena Maleewa      | Natalla Zwierawa     | 7:5, 3:6, 6:4       |
| 1993 | Manuela Maleewa        | Martina Navrátilová  | 6:3, 7:6(1)         |
| 1992 | Steffi Graf            | Martina Navrátilová  | 2:6, 7:5, 7:5       |
| 1991 | Steffi Graf            | Nathalie Tauziat     | 6:4, 6:4            |
| 1990 | Steffi Graf            | Gabriela Sabatini    | 6:3, 6:2            |
| 1989 | Steffi Graf            | Jana Novotná         | 6:1, 7:6(6)         |
| 1988 | Pam Shriver            | Manuela Maleewa      | 6:3, 6:4            |
| 1987 | Steffi Graf            | Hana Mandlíková      | 6:2, 6:2            |
| 1986 | Steffi Graf            | Helena Suková        | 4:6, 6:2, 6:4       |
| 1985 | Zina Garrison          | Hana Mandlíková      | 6:1, 6:3            |
| 1984 | Zina Garrison          | Claudia Kohde-Kilsch | 6:1, 0:6, 6:2       |

### gra podwójna
| Rok  | Mistrzynie                             | Finalistki                           | Wynik               |
| 2008 | Cara Black Liezel Huber                | Anna-Lena Grönefeld Patty Schnyder   | 6:1, 7:6            |
| 2007 | Květa Peschke Rennae Stubbs            | Lisa Raymond Francesca Schiavone     | 7:5, 7:6(1)         |
| 2006 | Cara Black Rennae Stubbs               | Liezel Huber Katarina Srebotnik      | 7:5, 7:5            |
| 2005 | Cara Black Rennae Stubbs               | Daniela Hantuchová Ai Sugiyama       | 6:7(6), 7:6(4), 6:3 |
| 2004 | Cara Black Rennae Stubbs               | Virginia Ruano Pascual Paola Suárez  | 6:4, 6:4            |
| 2003 | Kim Clijsters Ai Sugiyama              | Virginia Ruano Pascual Paola Suárez  | 7:6(3), 6:2         |
| 2002 | Justine Henin Jelena Bowina            | Nadieżda Pietrowa Jelena Dokić       | 6:2, 7:6(2)         |
| 2001 | Lindsay Davenport Lisa Raymond         | Sandrine Testud Roberta Vinci        | 6:3, 2:6, 6:2       |
| 2000 | Martina Hingis Anna Kurnikowa          | Kimberly Po Anne-Gaëlle Sidot        | 6:3, 6:4            |
| 1999 | Lisa Raymond Rennae Stubbs             | Nathalie Tauziat Natalla Zwierawa    | 6:2, 6:2            |
| 1998 | Venus Williams Serena Williams         | Mariaan de Swardt Ołena Tatarkowa    | 5:7, 6:1, 6:3       |
| 1997 | Martina Hingis Arantxa Sánchez Vicario | Łarysa Neiland Helena Suková         | 4:6, 6:4, 6:1       |
| 1996 | Martina Hingis Helena Suková           | Nicole Arendt Natalla Zwierawa       | 7:5, 6:4            |
| 1995 | Nicole Arendt Manon Bollegraf          | Chanda Rubin Caroline Vis            | 6:4, 6:7(4), 6:4    |
| 1994 | Manon Bollegraf Martina Navrátilová    | Patty Fendick Meredith McGrath       | 7:6(3), 6:1         |
| 1993 | Zina Garrison Martina Navrátilová      | Gigi Fernández Natalla Zwierawa      | 6:3, 5:7, 6:3       |
| 1992 | Helena Suková Natalla Zwierawa         | Martina Navrátilová Pam Shriver      | 7:6(5), 6:4         |
| 1991 | Jana Novotná Andrea Strnadová          | Zina Garrison Lori McNeil            | 6:4, 6:3            |
| 1990 | Manon Bollegraf Eva Pfaff              | Catherine Suire Dinky Van Rensburg   | 7:5, 6:4            |
| 1989 | Jana Novotná Helena Suková             | Nathalie Tauziat Judith Wiesner      | 6:3, 3:6, 6:4       |
| 1988 | Isabelle Demongeot Nathalie Tauziat    | Claudia Kohde-Kilsch Helena Suková   | 6:3, 6:3            |
| 1987 | Nathalie Herreman Pascale Paradis      | Jana Novotná Catherine Suire         | 6:3, 2:6, 6:3       |
| 1986 | Steffi Graf Gabriela Sabatini          | Lori McNeil Alycia Moulton           | 6:3, 6:3            |
| 1985 | Hana Mandlíková Andrea Temesvári       | Claudia Kohde-Kilsch Helena Suková   | 6:4, 3:6, 7:5       |
| 1984 | Andrea Leand Andrea Temesvári          | Claudia Kohde-Kilsch Hana Mandlíková | 6:1, 6:3            |